# Park Reymonta w Łodzi
Park im. Władysława Stanisława Reymonta – park w Łodzi w obrębie ulic Piotrkowskiej, Przybyszewskiego, Stockiej i Milionowej. Powierzchnia wynosi 6,3 ha.

## Historia

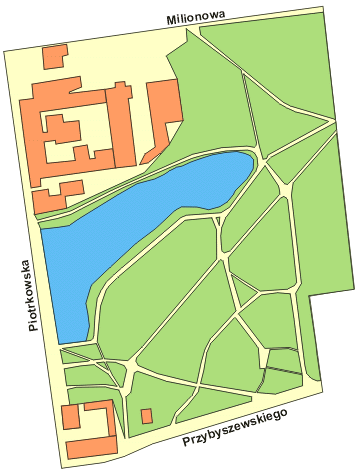
Park Reymonta (mapa)

Park założony został przez Ludwika Geyera w połowie XIX wieku. Po drugiej stronie stawu, będącego w centrum parku, zbudował „Białą Fabrykę”.

## Opis
Obecny drzewostan parku liczy około stu lat i składa się z dębów, topoli i świerków. Za pomniki przyrody zostało uznane osiem drzew.
Do atrakcji dendrologicznych należą przede wszystkim okazy katalpy zwyczajnej i wielkokwiatowej, największych w Łodzi, jak również okazy robinii akacjowej.
W parku znajduje się kasztanowiec o obwodzie pnia 3,1 m, największy przedstawiciel swego gatunku w Łodzi oraz bardziej popularne gatunki wśród których znajdują się lipy drobnolistne, dąb szypułkowy, jesion i inne.
Atrakcją są również stawy fabryczne, uważane za świadków początków wielkoprzemysłowego rozwoju włókiennictwa Łodzi. W czasie wojny stawy zostały częściowo zasypane a istniejąca na nich wyspa została włączona do parku.
W wodach stawu pięknie odbijają się zabudowania tzw. Białej Fabryki Ludwika Geyera, w której obecnie mieści się Centralne Muzeum Włókiennictwa.
W 2004 roku została odsłonięta fontanna w kształcie kwiatu lilii w parku im Reymonta. Fontannę zaprojektowała łódzka rzeźbiarka Zofia Władyka-Łuczak. Instalacja jest pierwsza w ramach programu „Fontanny dla Łodzi”.

## W pobliżu
- Willa Eugeniusza Geyera
- Willa Ryszarda Geyera
- Plac Władysława Reymonta
- Pomnik Władysława Stanisława Reymonta
- Plac Niepodległości
- Biała Fabryka Geyera
- Dworek Ludwika Geyera przy ulicy Piotrkowskiej 286
- Kamienica Jana Starowicza „Pod Góralem” przy ulicy Piotrkowskiej 292